# St. Hilaire, Minnesota
St. Hilaire là một thành phố thuộc quận Pennington, tiểu bang Minnesota, Hoa Kỳ. Năm 2010, dân số của thành phố này là 279 người.

## Dân số
- Dân số năm 2000: 272 người.
- Dân số năm 2010: 279 người.